# Sergei Mikhaylovich Puchkov
Sergei Mikhaylovich Puchkov (tiếng Nga: Серге́й Михайлович Пучков; sinh ngày 12 tháng 1 năm 1985) là một tiền vệ bóng đá người Nga. Hiện tại anh thi đấu cho FC Dolgoprudny. Anh cũng mang quốc tịch Ukraina với tên Serhiy Mykhaylovych Puchkov (tiếng Ukraina: Сергій Михайлович Пучков).

## Sự nghiệp câu lạc bộ
Anh có màn ra mắt tại Russian Second Division cho FC Dolgoprudny vào ngày 20 tháng 4 năm 2013 trong trận đấu với FC Karelia Petrozavodsk.